# Hey! Say! JUMP
Hey! Say! JUMP és una banda masculina japonesa formada per nou membres. Pertany a l'agència de talents masculins Johnny & Associates i es troba gestionada sota el segell discogràfic J Storm.

## Membres
Els membres del grup estan subdividits per edats en dos. D'una banda es troba Hey! Say! 7, els més joves; el 7 fa referència a l'any en què foren formats. D'altra banda, Hey! Say! BEST, els més grans; BEST és un acrònim de Boys Excellent Select Team.
El 28 de juny de 2011 una revista va revelar unes fotografies sobre Ryutaro Morimoto fumant mentre encara comptava només quinze anys. Arran d'aquest fet les seves activitats en el grup foren suspeses, tot i que les fotografies sortiren poc abans del llançament del single OVER. El grup ha continuat amb els nou membres restants.

### Hey! Say! 7
- Ryosuke Yamada: nascut a Tòquio el 9 de maig de 1993.
- Yuri Chinen: nascut a Shizuoka el 30 de novembre de 1993.
- Yuto Nakajima: nascut a Tòquio el 10 d'agost de 1993.

### Hey! Say! BEST
- Daiki Arioka: nascut a Chiba el 15 d'abril de 1991.
- Yuya Takaki: nascut a Osaka el 26 de març de 1990.
- Kei Inoo: nascut a Saitama el 22 de juny de 1990.
- Hikaru Yaotome: nascut a Miyagi el 2 de desembre de 1990.
- Kota Yabu: nascut a Kanagawa el 31 de gener de 1990.

### Exmembres
- Ryutaro Morimoto (Hey! Say! 7)
- Keito Okamoto: nascut a Tòquio l'1 d'abril de 1993 (Hey! Say! 7)

## Biografia
Hey! Say! JUMP va ser concebut com una extensió del grup temporal Hey! Say! 7, que ja havia llançat un single anteriorment; el grup estava format per Yuya Takaki, Yuri Chinen, Yuto Nakajima, Ryosuke Yamada i Daiki Arioka.
La formació de Hey! Say! JUMP, pròpiament, va ser anunciada l'11 de febrer de 2007 com un grup de deu membres, amb una mitjana de 15 anys, tots nascuts a l'era Heisei, era que donà la primera part del nom del grup: Hey! Say!, mentre que JUMP és un acrònim de Johnny's Ultra Music Power. Cinc nous nois se sumaren als membres originals de Hey! Say! 7 i el nou grup fou subdivit i reorganitzat en dos subgrups segons les edats; Kota Yabu va resultar escollit líder com membre de més edat. El seu disc de debut fou el single Ultra Music Power, llançat al mercat el 14 de novembre, que a més serví com a tema musical de la Copa Mundial de Voleibol de 2007, en la qual Hey! Say! JUMP n'esdevingué suport oficial. El 22 de desembre del mateix any actuaven en el Tokyo Dome, amb gran èxit.
L'estiu de 2010 el grup llançà el seu primer àlbum d'estudi JUMP NO.1.
Tots els seus singles han aconseguit posicionar-se a la primera posició de les llistes de vendes. El seu darrer llançament Come On A My House va esdevenir el seu desè single que assolia la primera posició a les llistes Oricon.
A part de les activitats del grup, Ryosuke Yamada i Yuri Chinen també realitzen ocasionalment activitat amb el grup NYC, del qual en forma part Yuma Nakayama, que es formà el 2009 com NYC boys, que també comptava amb la col·laboració d'alguns Johnny's Jr. Tanmateix, Yamada també ha llançat un single en solitari el 2013 titulat Mistery Virgin i que ha servit per posar música a Kindaichi Shonen Jikenbo, producció que Yamada protagonitzà.

## Discografia[12]

### Àlbums
| Títol       | Data de llançament  | Posició a Oricon |
| ----------- | ------------------- | ---------------- |
| JUMP NO.1   | 7 de juliol de 2010 | 1r               |
| JUMP WORLD  | 6 de juny de 2012   | 1r               |
| smart       | 18 de juny de 2014  | 1r               |
| JUMPing CAR | 24 de juny de 2015  |                  |

### Singles
| Títol transcrit                      | Títol original                         | Data de llançament     | Posició a Oricon |
| ------------------------------------ | -------------------------------------- | ---------------------- | ---------------- |
| Ultra Music Power                    |                                        | 14 de novembre de 2007 | 1r               |
| Dreams come true                     |                                        | 21 de maig de 2008     | 1r               |
| Your Seed/Bouken Rider               | Your Seed/冒険ライダー                 | 23 de juliol de 2008   | 1r               |
| Mayonaka no Shadow Boy               | 真夜中のシャドーボーイ                 | 22 d'octubre de 2008   | 1r               |
| Hitomi no Screen                     | 瞳のスクリーン                         | 24 de febrer de 2010   | 1r               |
| "Arigato" -Sekai no Doko ni Itemo-   | 「ありがとう」～世界のどこにいても～   | 15 de desembre de 2010 | 1r               |
| OVER                                 |                                        | 29 de juny de 2011     | 1r               |
| Magic Power                          |                                        | 21 d'agost de 2011     | 1r               |
| SUPER DELICATE                       |                                        | 22 de febrer de 2012   | 1r               |
| Come On A My House                   |                                        | 26 de juny de 2013     | 1r               |
| Ride With Me                         |                                        | 25 de desembre de 2013 | 1r               |
| AinoArika/Ai sureba motto Happy Life | AinoArika/愛すればもっとハッピーライフ | 5 de febrer de 2014    | 1r               |
| Weekender/Ashita e no YELL           | ウィークエンダー/明日へのYELL          | 3 d'agost de 2014      | 1r               |
| Chau#/Wo I Need You                  | Chau#/我 I Need You                    | 29 d'abril de 2015     | 1r               |

### DVD
| Títol                                                       | Data de llançament     | Posició a Oricon |
| ----------------------------------------------------------- | ---------------------- | ---------------- |
| Hey! Say! JUMP Debut & First Concert ikinari! in Tokyo Dome | 30 d'abril de 2008     | 2n               |
| Hey! Say! JUMP-ing Tour '08-'09                             | 29 d'abril de 2009     | 1r               |
| Hey! Say! 2010 TEN JUMP                                     | 15 de setembre de 2010 | 1r               |
| SUMMARY 2010                                                | 12 de gener de 2011    | 1r               |
| SUMMARY 2011 in DOME                                        | 7 de març de 2012      | 1r               |
| JUMP WORLD 2012                                             | 7 de novembre de 2012  | 1r               |
| Zenkoku e JUMP Tour 2013                                    | 13 de novembre de 2013 | 1r               |
| Hey! Say! JUMP LIVE TOUR 2014 smart                         | 18 de febrer de 2015   | 1r               |